# Tishomingo County
Tishomingo County är ett administrativt område i delstaten Mississippi, USA. År 2010 hade countyt 19 593 invånare. Den administrativa huvudorten (county seat) är Iuka. 

## Geografi
Enligt United States Census Bureau så har countyt en total area på 1 153 km². 1 101 km² av den arean är land och 52 km² är vatten. 

### Angränsande countyn
- Hardin County, Tennessee - nord
- Lauderdale County, Alabama - nordost
- Colbert County, Alabama - öst
- Franklin County, Alabama - sydost
- Itawamba County - syd
- Prentiss County - sydväst
- Alcorn County - nordväst